# 강중인
강중인(姜仲仁, 일본식 이름: 德田仲仁, 1908년 ~ ?)은 일제강점기와 대한민국 건국 초기의 법조인이다.

## 생애
1935년에 경성제국대학 법문학부 법학과를 졸업했다. 1938년에 경성지방법원 및 경성지방법원검사국 사법관시보가 된 것을 시작으로 법조계에서 근무를 시작했다.
1939년에는 경성지방법원 검사대리가 되었고, 1940년에 예비검사를 거쳐 그해부터 1943년까지 조선총독부 검사로 근무했다. 강중인은 경제담당 검사로 일하면서 태평양 전쟁 중 시국 연설과 기고로 사회 활동을 병행했다.
1942년에 조선임전보국단 주최로 경성중앙방송국에서 저명 인사의 시국연설을 방송했을 때, 〈필승사상전(必勝思想戰)〉이라는 제목으로 연설한 일이 있다.
《삼천리》에 〈최근의 반도의 경제사범 국민의 신경제 윤리의 파악을 위하여〉라는 글을 기고하기도 했다. 이 글에서는 경제사범을 "미증유의 국난"을 돌파해 "대동아를 건설하는" 국가적으로 중대한 순간에 사리사욕에만 눈이 먼 집단으로 묘사하고, 이들은 국민의 일대수치이므로 엄벌주의로 대처할 것이라 경고했다. 또한 관민이 일체가 되어 "일사보국의 성을 다함"으로써 성업을 어서 완수해야 한다는 주장을 폈다.
1943년에 대전지방법원 검사로 자리를 옮겨 일본 제국이 태평양 전쟁에서 패망할 때까지 근무했다.
미군정 하의 서울에서 변호사를 개업하면서 좌익 운동에 뛰어들었다. 좌익 법조인 모임인 법학자동맹과 남조선로동당에 가입해 활동했다. 강중인이 남로당에 가입하게 된 동기는 후에 법정에서 다음과 같이 밝힌 바 있다.
일정(日政) 당시에는 내가 내 한 몸을 구하기에 여력이 없었습니다. 8·15 해방을 맞이하자 피고는 이때야 깨달은 바가 있었습니다. 이는 다름이 아닙니다. 내가 어찌하면 국가와 민족을 위하여 일할 수 있을까 함이었습니다. 해외에서 국가와 민족을 위하여 투쟁하던 위대한 애국자들이 해방된 조국을 찾아 들어옴을 볼 때 무어라고 표현할 수 없는 느낌이 있었습니다. 그 후 피고는 남로당에 가입을 작정하였던 것이며, 법맹에도 초창기부터 가입하였습니다.

1946년 민주주의민족전선 토지문제연구위원에 임명되었고, 미군정 과도정부의 사법부 총무국장도 지냈다. 같은 해 7월에 정판사 위조지폐 사건이 발생하여 남로당과 미군정이 정면 충돌을 일으켰을 때 위폐 사건 피고인들의 변호를 맡았다. 남로당은 곧 불법화되었고, 강중인은 1949년에 발생한 법조프락치 사건으로 구속되었다. 1심 재판에서 징역 3년형을 언도받고 항소 중에 한국 전쟁이 발발하여 조선민주주의인민공화국으로 갔다.
2008년 민족문제연구소가 발표한 민족문제연구소의 친일인명사전 수록예정자 명단 중 사법 부문에 포함되었다.

## 같이 보기
- 정판사 위조지폐 사건

## 참고자료
- 민족문제연구소 (2008년 4월). 〈강중인〉. 《친일인명사전 시안》. 서울.